# Akbar den stores mausoleum

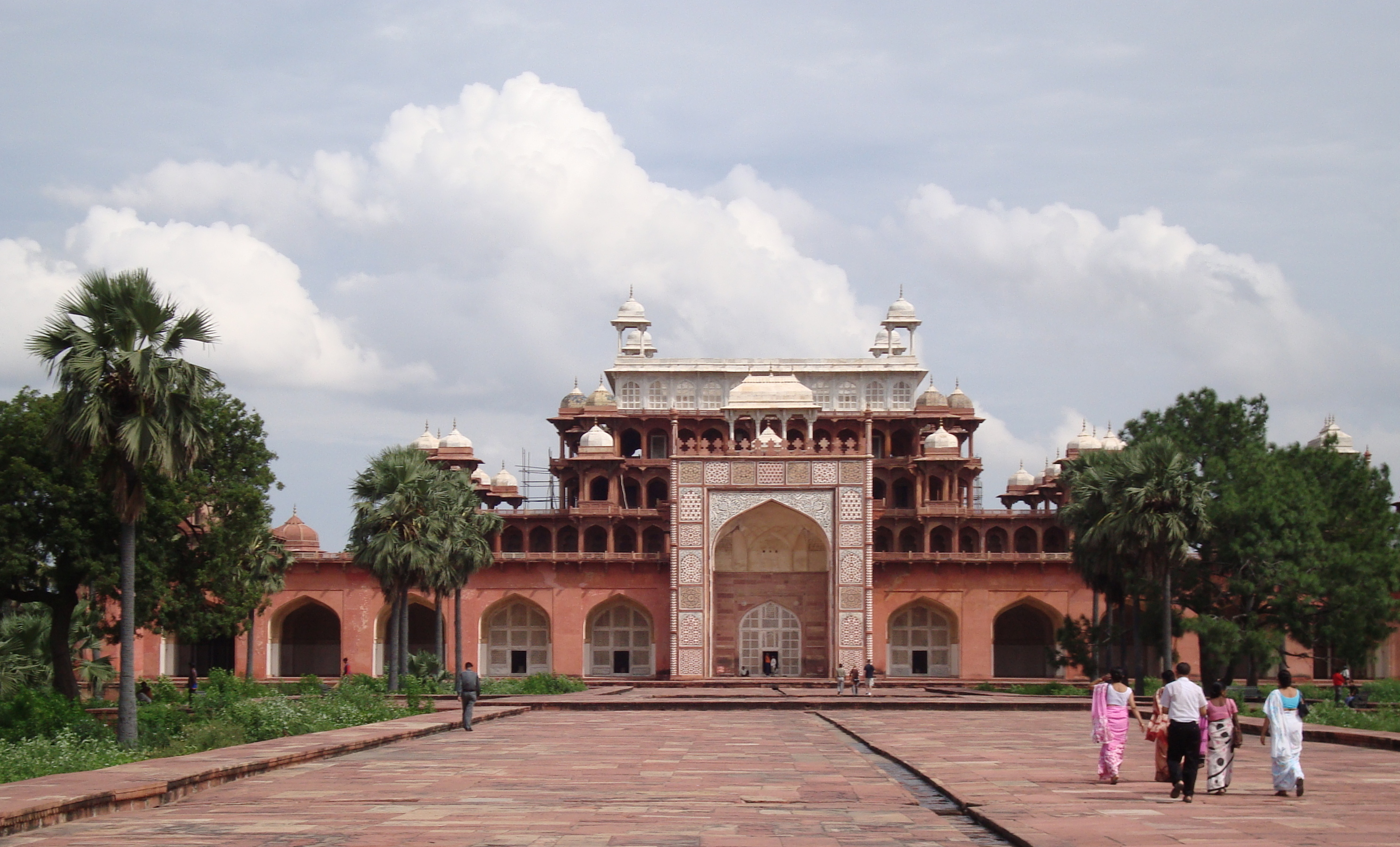
Akbar den stores mausoleum i Sikandra

Akbar den stores mausoleum ligger i Sikandra, som i dag är en stadsdel i storstaden Agra i den indiska delstaten Uttar Pradesh. Detta ligger i en stor park, som omges av en hög mur av röd och vit marmor, på var och en av sina fyra sidor försedd med en praktfull portal, varifrån vägar leder till mausoleet, näst Egyptens pyramider det största, som blivit uppförd över någon människa, och en av Indiens märkvärdigaste byggnader. Den är fyra våningar hög, de tre nedre av ljusröd sten, den översta av vit marmor. 